# الأوردوفيشي المتأخر
الأوردوفيشي المتأخر أو العلوي (باللاتينية: Late Ordovician)، وهي ثالث فترة أو نسق من نظام أو العصر الأوردوفيشي، امتد من 458.2  ± 0.7 إلى 443.1  ± 0.9 مليون سنة مضت، لمدة 15.1 مليون سنة تقريبا.

## المقطع النموذجي
تم تعريف قاعدة الأوردوفيشي المبكر بنفس طريقة تحديد نقطة ومقطع طبقة الحدود العالمية (GSSP) لمرحلة الساندبي في «قطاع فاغلسانغ» (55°42′49″N 13°19′32″E / 55.7137°N 13.3255°E) عند سولارب بروك شرق لوند (سكونا، السويد) وهي نتوء من طفل وصخر طيني. وتم تعريف قاعدة الساندبي بأول ظهور لأنواع الجرابتوليت الخطيات الخيطية الرقيقة (Nemagraptus gracilis) بارتفاع 1.4م تحت طبقة الفوسفوريت الاستدلالية. وبالنسبة إلى حدوده العلوية فقد تم تعريفها بأول ظهور لأنواع الجرابتوليت اكيدوغرابتوس اسينسوس (Akidograptus ascensus).

## الأقسام الفرعية
تم تقسيم الأوردوفيشي المتأخر بواسطة اللجنة الدولية للطبقات لثلاث مراحل (من الأدنى للأعلي):
- الساندبي : 458.2  ± 0.7 إلى 452.8  ± 0.7 مليون سنة مضت، لمدة 5.4 مليون سنة تقريبا[6][7]
- الكاتي : 452.8  ± 0.7 إلى 445.2  ± 0.9 مليون سنة مضت، لمدة 7.6 مليون سنة تقريبا[6][7]
- الهيرنانتي : 445.2  ± 0.9 إلى 443.1  ± 0.9 مليون سنة مضت، لمدة 2.1 مليون سنة تقريبا[6][7]

| العصر       | الفترة     | المرحلة     | أهم الأحداث | البداية (م.س.مضت) |
| ----------- | ---------- | ----------- | --- | ----------------- |
| السيلوري    | اللاندوفري | الروداني    | أحدث | أحدث              |
| الأوردوفيشي | المتأخر    | الهيرنانتي  | - أحداث جيولوجية: - أحداث حيوية : بداية حدث الأوردوفيشي العظيم للتنوع الحيوي مع زيادة عدد العوالق: تنوع اللافقاريات إلى العديد من الأنواع الجديدة (خاصة عضديات الأرجل والرخويات؛ على سبيل المثال رأسيات الأرجل ذات الصدفة الطويلة المستقيمة مثل مستقيمات القرن الطويلة والمتنوعة). ظهور المرجان، وعضديات الأرجل (مثل أورثيدا، والستروفومنيدا، الخ.)، وذوات الصدفتين، ورأسيات الأرجل (البحاريات)، والثلاثيات الفصوص، والصدفيات، والحيوانات الحزازية، وأنواع كثيرة من شوكيات الجلد (براعم البحر، والكيسانيات، وزنابق البحر، وقنافذ البحر، وخيار البحر، والأشكال الشبيهة بالحيوانات النجمية، إلخ)، والجرابتوليتات المتشعبة، وأصناف أخرى شائعة. لا زالت الاكريتاركات موجودة وشائعة. أصبحت رأسيات الأرجل مهيمنة وشائعة، مع ميل بعضها إلى الصدفة الحلزونية. تناقص الأنومالوكاريدات. ظهرت النوتيانيات الغامضة. ظهرت أسماك عريضات الأجنحة وقوقعيات الأدمة، وربما كانت الأخيرة سبباً في ظهور الأسماك الفكية في نهاية العصر. ظهرت الفطريات البرية الغير مثيرة للجدل والنباتات الأرضية بالكامل. العصر الجليدي في نهاية هذا العصر، فضلاً عن سلسلة من أحداث الانقراضات الجماعية، مما أدى إلى مقتل بعض رأسيات الأرجل والعديد من عضديات الأرجل، والحيوانات الحزازية، وشوكيات الجلد، والجرابتولايت، وثلاثيات الفصوص، والمحاريات، والشعاب المرجانية، ومخروطيات الأسنان. | 445.2 ± 0.9       |
| الأوردوفيشي | المتأخر    | الكاتي      | - أحداث جيولوجية: - أحداث حيوية : بداية حدث الأوردوفيشي العظيم للتنوع الحيوي مع زيادة عدد العوالق: تنوع اللافقاريات إلى العديد من الأنواع الجديدة (خاصة عضديات الأرجل والرخويات؛ على سبيل المثال رأسيات الأرجل ذات الصدفة الطويلة المستقيمة مثل مستقيمات القرن الطويلة والمتنوعة). ظهور المرجان، وعضديات الأرجل (مثل أورثيدا، والستروفومنيدا، الخ.)، وذوات الصدفتين، ورأسيات الأرجل (البحاريات)، والثلاثيات الفصوص، والصدفيات، والحيوانات الحزازية، وأنواع كثيرة من شوكيات الجلد (براعم البحر، والكيسانيات، وزنابق البحر، وقنافذ البحر، وخيار البحر، والأشكال الشبيهة بالحيوانات النجمية، إلخ)، والجرابتوليتات المتشعبة، وأصناف أخرى شائعة. لا زالت الاكريتاركات موجودة وشائعة. أصبحت رأسيات الأرجل مهيمنة وشائعة، مع ميل بعضها إلى الصدفة الحلزونية. تناقص الأنومالوكاريدات. ظهرت النوتيانيات الغامضة. ظهرت أسماك عريضات الأجنحة وقوقعيات الأدمة، وربما كانت الأخيرة سبباً في ظهور الأسماك الفكية في نهاية العصر. ظهرت الفطريات البرية الغير مثيرة للجدل والنباتات الأرضية بالكامل. العصر الجليدي في نهاية هذا العصر، فضلاً عن سلسلة من أحداث الانقراضات الجماعية، مما أدى إلى مقتل بعض رأسيات الأرجل والعديد من عضديات الأرجل، والحيوانات الحزازية، وشوكيات الجلد، والجرابتولايت، وثلاثيات الفصوص، والمحاريات، والشعاب المرجانية، ومخروطيات الأسنان. | 452.8 ± 0.7       |
| الأوردوفيشي | المتأخر    | الساندبي    | - أحداث جيولوجية: - أحداث حيوية : بداية حدث الأوردوفيشي العظيم للتنوع الحيوي مع زيادة عدد العوالق: تنوع اللافقاريات إلى العديد من الأنواع الجديدة (خاصة عضديات الأرجل والرخويات؛ على سبيل المثال رأسيات الأرجل ذات الصدفة الطويلة المستقيمة مثل مستقيمات القرن الطويلة والمتنوعة). ظهور المرجان، وعضديات الأرجل (مثل أورثيدا، والستروفومنيدا، الخ.)، وذوات الصدفتين، ورأسيات الأرجل (البحاريات)، والثلاثيات الفصوص، والصدفيات، والحيوانات الحزازية، وأنواع كثيرة من شوكيات الجلد (براعم البحر، والكيسانيات، وزنابق البحر، وقنافذ البحر، وخيار البحر، والأشكال الشبيهة بالحيوانات النجمية، إلخ)، والجرابتوليتات المتشعبة، وأصناف أخرى شائعة. لا زالت الاكريتاركات موجودة وشائعة. أصبحت رأسيات الأرجل مهيمنة وشائعة، مع ميل بعضها إلى الصدفة الحلزونية. تناقص الأنومالوكاريدات. ظهرت النوتيانيات الغامضة. ظهرت أسماك عريضات الأجنحة وقوقعيات الأدمة، وربما كانت الأخيرة سبباً في ظهور الأسماك الفكية في نهاية العصر. ظهرت الفطريات البرية الغير مثيرة للجدل والنباتات الأرضية بالكامل. العصر الجليدي في نهاية هذا العصر، فضلاً عن سلسلة من أحداث الانقراضات الجماعية، مما أدى إلى مقتل بعض رأسيات الأرجل والعديد من عضديات الأرجل، والحيوانات الحزازية، وشوكيات الجلد، والجرابتولايت، وثلاثيات الفصوص، والمحاريات، والشعاب المرجانية، ومخروطيات الأسنان. | 458.2 ± 0.7       |
| الأوردوفيشي | الأوسط     | الداريولي   | - أحداث جيولوجية: - أحداث حيوية : بداية حدث الأوردوفيشي العظيم للتنوع الحيوي مع زيادة عدد العوالق: تنوع اللافقاريات إلى العديد من الأنواع الجديدة (خاصة عضديات الأرجل والرخويات؛ على سبيل المثال رأسيات الأرجل ذات الصدفة الطويلة المستقيمة مثل مستقيمات القرن الطويلة والمتنوعة). ظهور المرجان، وعضديات الأرجل (مثل أورثيدا، والستروفومنيدا، الخ.)، وذوات الصدفتين، ورأسيات الأرجل (البحاريات)، والثلاثيات الفصوص، والصدفيات، والحيوانات الحزازية، وأنواع كثيرة من شوكيات الجلد (براعم البحر، والكيسانيات، وزنابق البحر، وقنافذ البحر، وخيار البحر، والأشكال الشبيهة بالحيوانات النجمية، إلخ)، والجرابتوليتات المتشعبة، وأصناف أخرى شائعة. لا زالت الاكريتاركات موجودة وشائعة. أصبحت رأسيات الأرجل مهيمنة وشائعة، مع ميل بعضها إلى الصدفة الحلزونية. تناقص الأنومالوكاريدات. ظهرت النوتيانيات الغامضة. ظهرت أسماك عريضات الأجنحة وقوقعيات الأدمة، وربما كانت الأخيرة سبباً في ظهور الأسماك الفكية في نهاية العصر. ظهرت الفطريات البرية الغير مثيرة للجدل والنباتات الأرضية بالكامل. العصر الجليدي في نهاية هذا العصر، فضلاً عن سلسلة من أحداث الانقراضات الجماعية، مما أدى إلى مقتل بعض رأسيات الأرجل والعديد من عضديات الأرجل، والحيوانات الحزازية، وشوكيات الجلد، والجرابتولايت، وثلاثيات الفصوص، والمحاريات، والشعاب المرجانية، ومخروطيات الأسنان. | 469.4 ± 0.9       |
| الأوردوفيشي | الأوسط     | الدابنغي    | - أحداث جيولوجية: - أحداث حيوية : بداية حدث الأوردوفيشي العظيم للتنوع الحيوي مع زيادة عدد العوالق: تنوع اللافقاريات إلى العديد من الأنواع الجديدة (خاصة عضديات الأرجل والرخويات؛ على سبيل المثال رأسيات الأرجل ذات الصدفة الطويلة المستقيمة مثل مستقيمات القرن الطويلة والمتنوعة). ظهور المرجان، وعضديات الأرجل (مثل أورثيدا، والستروفومنيدا، الخ.)، وذوات الصدفتين، ورأسيات الأرجل (البحاريات)، والثلاثيات الفصوص، والصدفيات، والحيوانات الحزازية، وأنواع كثيرة من شوكيات الجلد (براعم البحر، والكيسانيات، وزنابق البحر، وقنافذ البحر، وخيار البحر، والأشكال الشبيهة بالحيوانات النجمية، إلخ)، والجرابتوليتات المتشعبة، وأصناف أخرى شائعة. لا زالت الاكريتاركات موجودة وشائعة. أصبحت رأسيات الأرجل مهيمنة وشائعة، مع ميل بعضها إلى الصدفة الحلزونية. تناقص الأنومالوكاريدات. ظهرت النوتيانيات الغامضة. ظهرت أسماك عريضات الأجنحة وقوقعيات الأدمة، وربما كانت الأخيرة سبباً في ظهور الأسماك الفكية في نهاية العصر. ظهرت الفطريات البرية الغير مثيرة للجدل والنباتات الأرضية بالكامل. العصر الجليدي في نهاية هذا العصر، فضلاً عن سلسلة من أحداث الانقراضات الجماعية، مما أدى إلى مقتل بعض رأسيات الأرجل والعديد من عضديات الأرجل، والحيوانات الحزازية، وشوكيات الجلد، والجرابتولايت، وثلاثيات الفصوص، والمحاريات، والشعاب المرجانية، ومخروطيات الأسنان. | 471.3 ± 1.4       |
| الأوردوفيشي | المبكر     | الفلوي      | - أحداث جيولوجية: - أحداث حيوية : بداية حدث الأوردوفيشي العظيم للتنوع الحيوي مع زيادة عدد العوالق: تنوع اللافقاريات إلى العديد من الأنواع الجديدة (خاصة عضديات الأرجل والرخويات؛ على سبيل المثال رأسيات الأرجل ذات الصدفة الطويلة المستقيمة مثل مستقيمات القرن الطويلة والمتنوعة). ظهور المرجان، وعضديات الأرجل (مثل أورثيدا، والستروفومنيدا، الخ.)، وذوات الصدفتين، ورأسيات الأرجل (البحاريات)، والثلاثيات الفصوص، والصدفيات، والحيوانات الحزازية، وأنواع كثيرة من شوكيات الجلد (براعم البحر، والكيسانيات، وزنابق البحر، وقنافذ البحر، وخيار البحر، والأشكال الشبيهة بالحيوانات النجمية، إلخ)، والجرابتوليتات المتشعبة، وأصناف أخرى شائعة. لا زالت الاكريتاركات موجودة وشائعة. أصبحت رأسيات الأرجل مهيمنة وشائعة، مع ميل بعضها إلى الصدفة الحلزونية. تناقص الأنومالوكاريدات. ظهرت النوتيانيات الغامضة. ظهرت أسماك عريضات الأجنحة وقوقعيات الأدمة، وربما كانت الأخيرة سبباً في ظهور الأسماك الفكية في نهاية العصر. ظهرت الفطريات البرية الغير مثيرة للجدل والنباتات الأرضية بالكامل. العصر الجليدي في نهاية هذا العصر، فضلاً عن سلسلة من أحداث الانقراضات الجماعية، مما أدى إلى مقتل بعض رأسيات الأرجل والعديد من عضديات الأرجل، والحيوانات الحزازية، وشوكيات الجلد، والجرابتولايت، وثلاثيات الفصوص، والمحاريات، والشعاب المرجانية، ومخروطيات الأسنان. | 477.1 ± 1.2       |
| الأوردوفيشي | المبكر     | التريمادوشي | - أحداث جيولوجية: - أحداث حيوية : بداية حدث الأوردوفيشي العظيم للتنوع الحيوي مع زيادة عدد العوالق: تنوع اللافقاريات إلى العديد من الأنواع الجديدة (خاصة عضديات الأرجل والرخويات؛ على سبيل المثال رأسيات الأرجل ذات الصدفة الطويلة المستقيمة مثل مستقيمات القرن الطويلة والمتنوعة). ظهور المرجان، وعضديات الأرجل (مثل أورثيدا، والستروفومنيدا، الخ.)، وذوات الصدفتين، ورأسيات الأرجل (البحاريات)، والثلاثيات الفصوص، والصدفيات، والحيوانات الحزازية، وأنواع كثيرة من شوكيات الجلد (براعم البحر، والكيسانيات، وزنابق البحر، وقنافذ البحر، وخيار البحر، والأشكال الشبيهة بالحيوانات النجمية، إلخ)، والجرابتوليتات المتشعبة، وأصناف أخرى شائعة. لا زالت الاكريتاركات موجودة وشائعة. أصبحت رأسيات الأرجل مهيمنة وشائعة، مع ميل بعضها إلى الصدفة الحلزونية. تناقص الأنومالوكاريدات. ظهرت النوتيانيات الغامضة. ظهرت أسماك عريضات الأجنحة وقوقعيات الأدمة، وربما كانت الأخيرة سبباً في ظهور الأسماك الفكية في نهاية العصر. ظهرت الفطريات البرية الغير مثيرة للجدل والنباتات الأرضية بالكامل. العصر الجليدي في نهاية هذا العصر، فضلاً عن سلسلة من أحداث الانقراضات الجماعية، مما أدى إلى مقتل بعض رأسيات الأرجل والعديد من عضديات الأرجل، والحيوانات الحزازية، وشوكيات الجلد، والجرابتولايت، وثلاثيات الفصوص، والمحاريات، والشعاب المرجانية، ومخروطيات الأسنان. | 486.85 ± 1.5      |
| الكمبري     | الفورونجي  | المرحلة 10  | أقدم | أقدم              |